# Podocarpus macrophyllus
Podocarpus macrophyllus (Подокарп крупнолистий, яп. クサマキ, kusamaki) — вид хвойних рослин родини подокарпових.

## Етимологія
Видовий епітет означає 'з великими листками': грец. μακρός + грец. φύλλον.

## Поширення, екологія
Країни поширення: Китай (Аньхой, Чунцин, Фуцзянь, Гуансі, Гуйчжоу, Хубей, Хунань, Цзянсу, Цзянсі, Сичуань, Юньнань, Чжецзян); Гонконг; Японія (Хонсю, Кюсю, Сікоку); Тайвань. Це найпівнічніший вид роду. Росте від рівня моря до 1000 метрів. У ровінції Юньнань він був записаний на 2400 м як низький чагарник.

## Морфологія

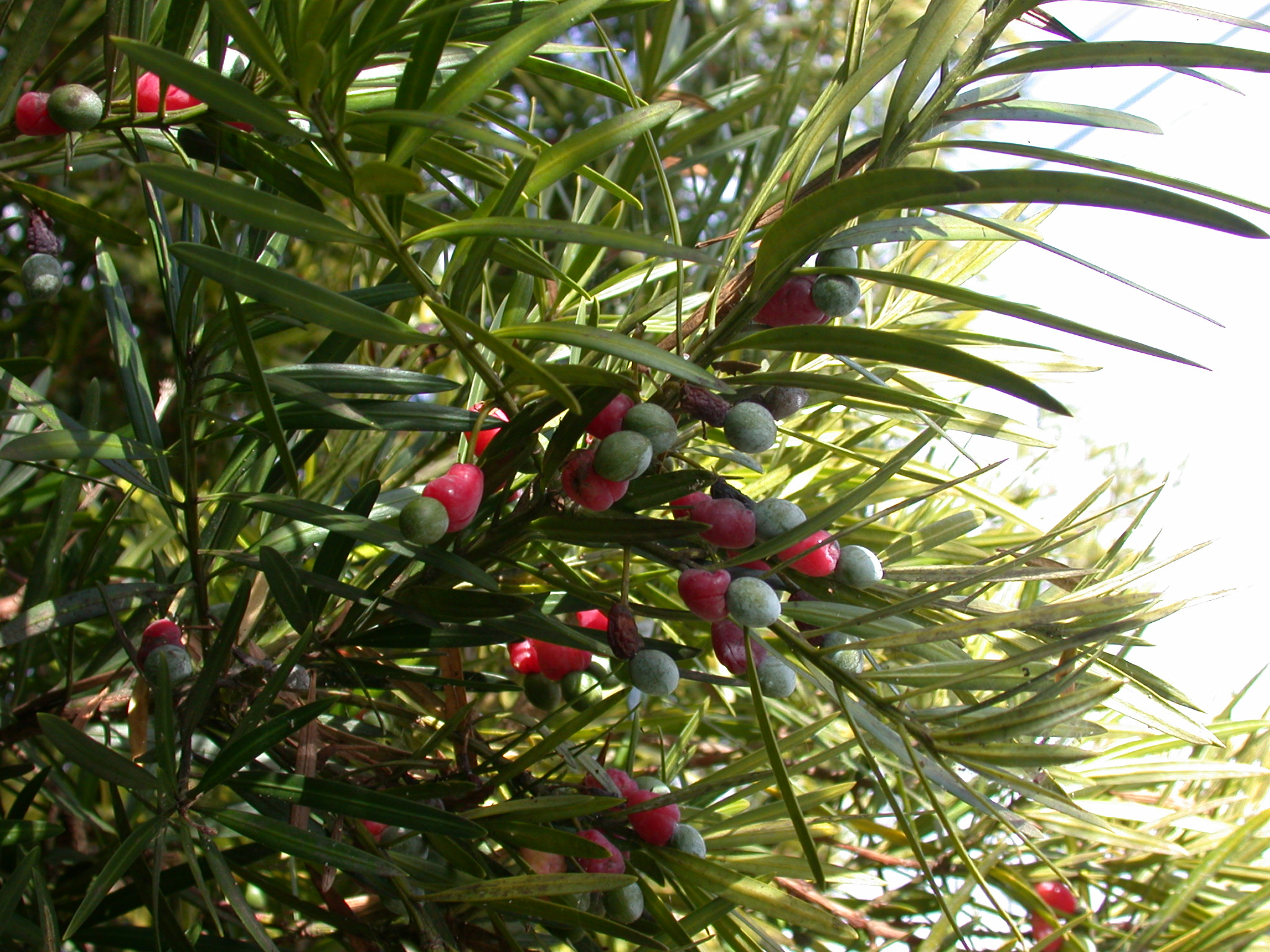
Листя і укладене в аріли насіння

Вічнозелені дерева. Висота рослин 5-20 метрів і діаметр стовбура може досягати 60 см. Листя чергові, розташовані по спіралі, вузьколанцетні або широко-лінійні, гострі на обох кінцях, (2.5-)4-10(-14) см. довжиною, (3-)4-10(-13) мм. шириною. Дводомні; тичинкові сережки шишкоподібні, близько 3 см довжиною, пильовики кулясті, маточкові квіти одиночні. Фрукти кулясті, близько 1 см довжиною, зелені, дозрівши пурпурові, з м'ясистим пурпуровими судинам. Насіння яйцеподібне, розміром 10 на 8 мм, світло-коричневе. Період цвітіння триває з квітня по травень. М'якоть плоду дозріває в серпні-жовтні. Насіння розноситься птахами. Кора на стовбурах сіро-червоно-коричнева, відшаровується на кошлаті, довгі пластинки. Зовнішня кора близько 4 мм волокниста, з поперечним перерізом коричневого кольору; Внутрішня кора близько 3-5 мм, рожева, дрібно волокниста. Свіжозрізана заболонь блідо-абрикосово-жовтий.

## Використання
Kusamaki є офіційним деревом префектури Тіба, Японія. Це популярний великий чагарник або невелике дерево в садах, особливо в Японії та південному сході США. Стиглі аріли їстівні, хоча насіння не повинно бути з'їдене. Завдяки своїй стійкості до термітів і води, деревина використовується для будівництва якісних дерев'яних будинків в префектурі Окінава, Японія. Дерево високо цінується як фен-шуйне дерево в Гонконзі, надавши йому дуже високу ринкову вартість.

## Загрози та охорона
Вирубка лісів вплинула на площу цього виду, особливо в південних частинах ареалу. Цей вид відомий з кількох охоронних територій.